# 아몽크

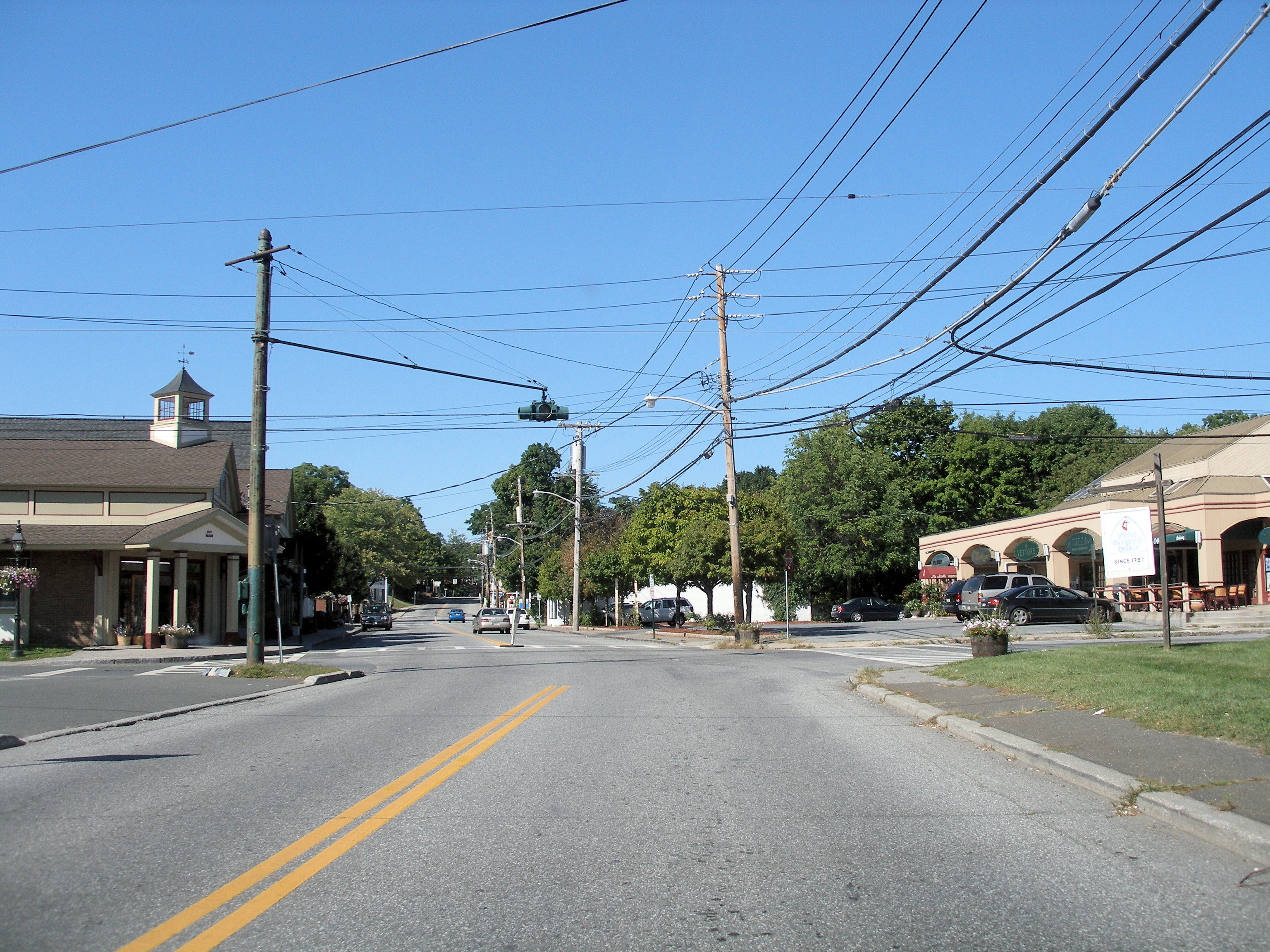
아몽크 시내

아몽크(영어: Armonk)는 미국 뉴욕주 웨스트체스터 군 노스 캐슬 마을에 위치한 햄릿이자 인구 조사 지정 구역(CDP)이다. 2010 인구조사에서 CDP 인구는 4,330명이었다.
아몽크는 정보기술 기업인 IBM과, 채권보증회사인 MBIA의 본사가 있으며, 재보험 회사 스위스 리의 미국 본사가 위치한다.

## 같이 보기
- IBM